# Bare metal
En informatique et électronique, on appelle bare-metal (signifiant en anglais, « métal nu ») ou programmation bare metal, un système informatique matériel utilisé sans système d'exploitation complexe mais directement par un programme, généralement à l'aide d'une bibliothèque spécialisée, à l'image de l'assembleur RISC-V BronzeBeard ou des bibliothèques multi-plateformes telles que Barebox.
Ce type d'utilisation se fait notamment dans le domaine de l'informatique embarquée, des jeux vidéos, ou des expérimentations en informatique.
Le système Scala Native permet de faire fonctionner un programme en langage Scala en bare-metal.
De même, dans le contexte de l'hébergement de serveurs sur internet et du cloud, bare-metal fait référence à l'utilisation de serveurs ou machines virtuelles dont le contrôle proposé à l'utilisateur s'étend jusqu'au système d'exploitation des machines (modèle IaaS), par opposition aux modèles PaaS ou SaaS où les couches les plus bas niveau des serveurs sont gérées par le fournisseur de service.